# حسين هشام
حسين هاشم (من مواليد 1 يوليو 1933) هو لاعب خط وسط عراقي سابق في كرة القدم لعب للمنتخب العراقي في كأس الأمم العربية 1964 وكأس الأمم العربية 1966.
لعب في المنتخب العراقي بين عامي 1962 و 1966. 